# Паёвское сельское поселение
Паёвское се́льское поселе́ние — муниципальное образование в Кадошкинском районе Мордовии Российской Федерации.
Административный центр — село Паёво.

## История
Статус и границы сельского поселения установлены Законом Республики Мордовия от 28 декабря 2004 года № 120-З «Об установлении границ муниципальных образований Кадошкинского муниципального района, Кадошкинского муниципального района и наделении их статусом сельского поселения, городского поселения и муниципального района».
Законом от 24 апреля 2019 года, в Паёвское сельское поселение (сельсовет) был включён единственный населённый пункт упразднённого Глушковского сельского поселения (сельсовета).

## Население
| 2002 | 2010 | 2012 | 2013 | 2014 | 2015 | 2016 |
| ---- | ---- | ---- | ---- | ---- | ---- | ---- |
| 668  | ↘435 | ↘404 | ↘392 | ↘370 | ↘359 | ↘342 |
| 2017 | 2018 | 2019 | 2020 | 2021 |      |      |
| ↘331 | ↘315 | ↘298 | ↗471 | ↗653 |      |      |

## Состав сельского поселения
| № | Населённый пункт | Тип населённого пункта | Население |
| - | ---------------- | ---------------------- | --------- |
| 1 | Глушково         | село                   | ↘225      |
| 2 | Паёво            | село                   | ↘298      |